# دايفيد فراي
دايفيد فراي (8 فبراير 1991 بسويسرا - ) هو لاعب كرة قدم سويسري في مركز الوسط. لعب مع نادي ثون ونادي يانغ بويز.

## وصلات خارجية
- دايفيد فراي على موقع قاعدة بيانات كرة القدم.إي يو (الإنجليزية)
- دايفيد فراي على موقع Soccerway.com (الإنجليزية)
- دايفيد فراي على موقع AS.com (الإسبانية)